# Kuhkampf
Kuhkämpfe werden zwischen Kühen oder Färsen ausgetragen und enden im Gegensatz zu den Stierkämpfen normalerweise ohne Verletzungen. Ziel der Kämpfe ist es, die Rangordnung und Leitkuh einer Herde zu ermitteln. 

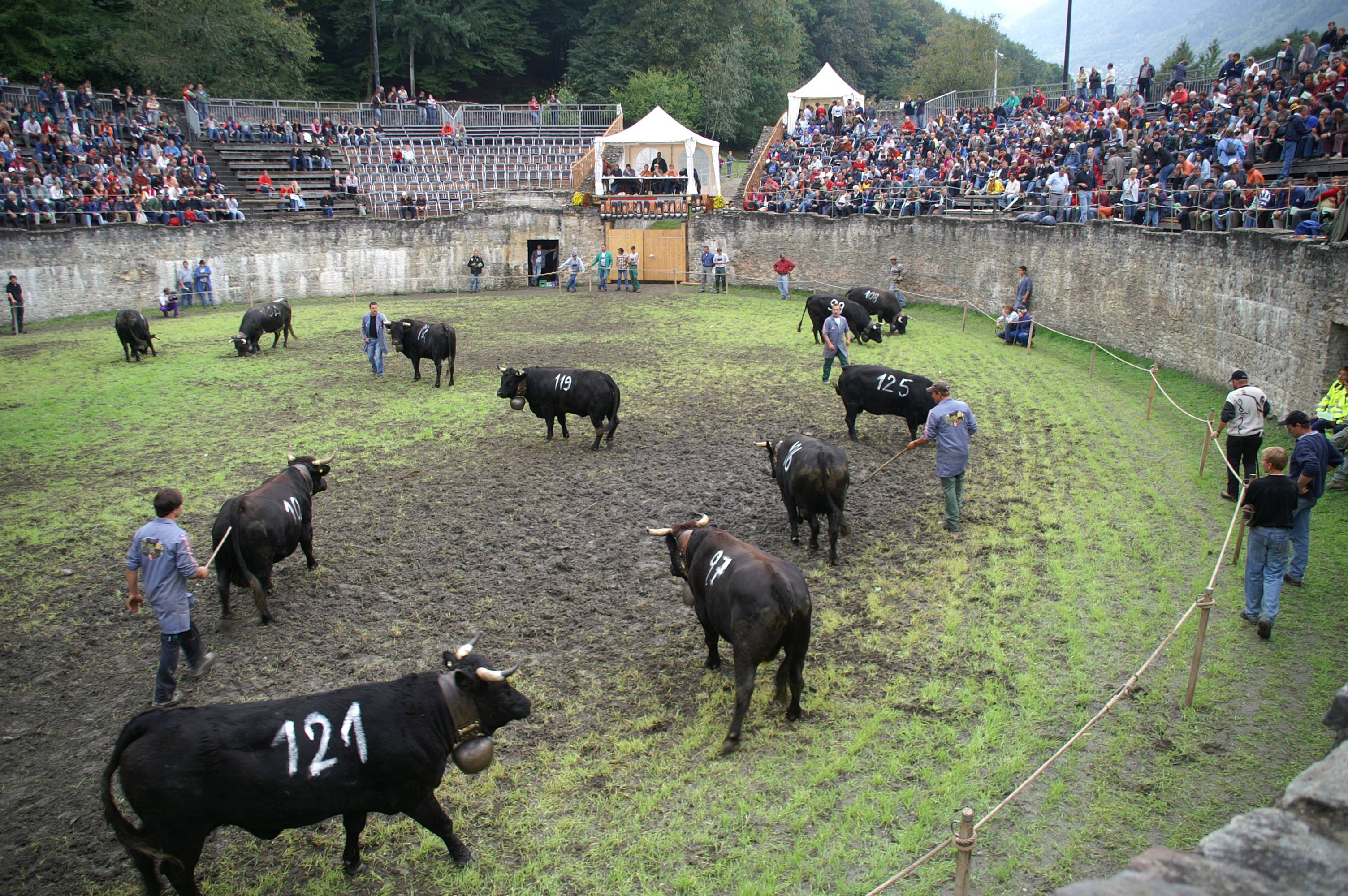
Auftritt im Amphitheater von Martigny

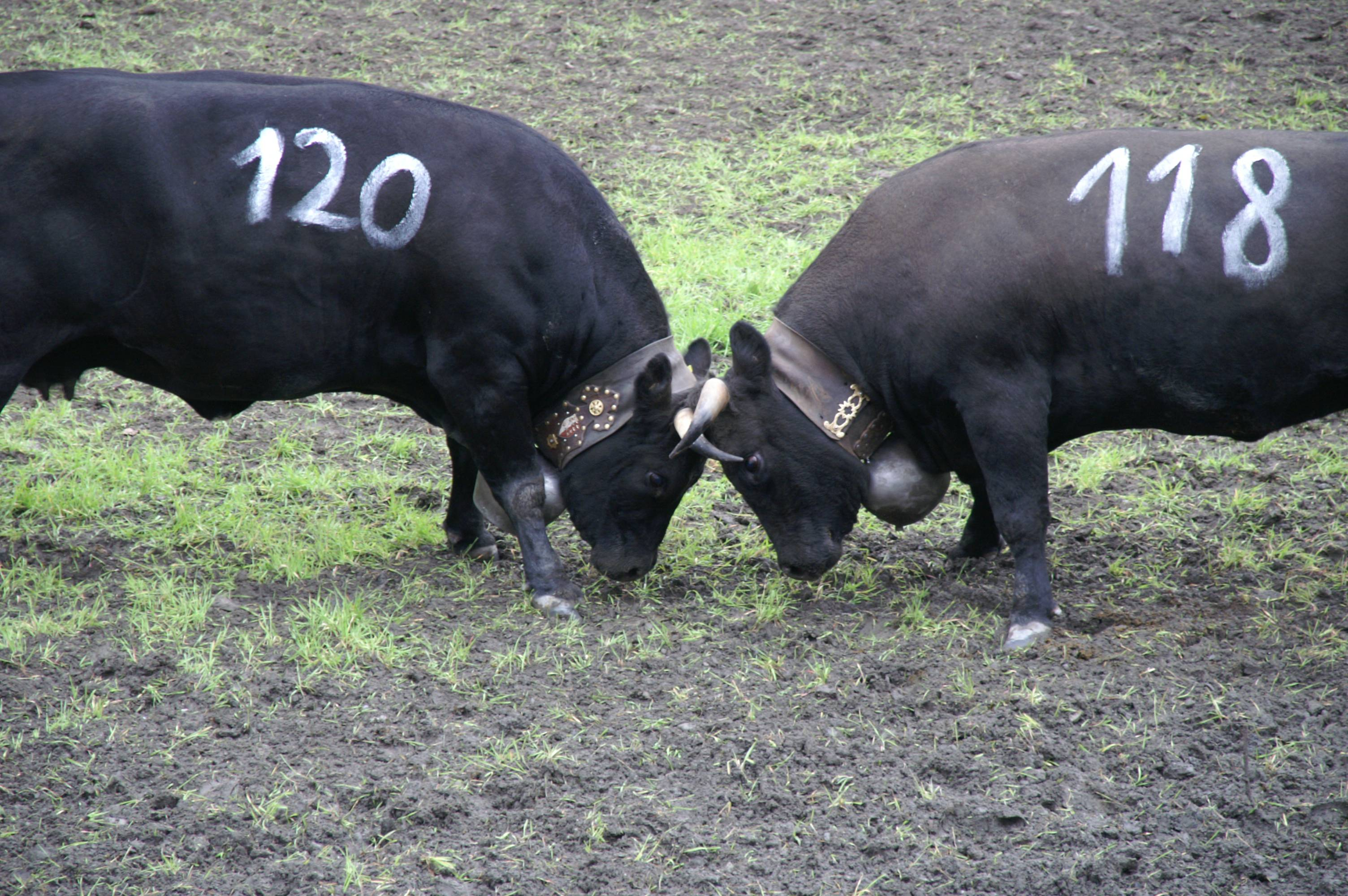
Wer zurückweicht, verliert

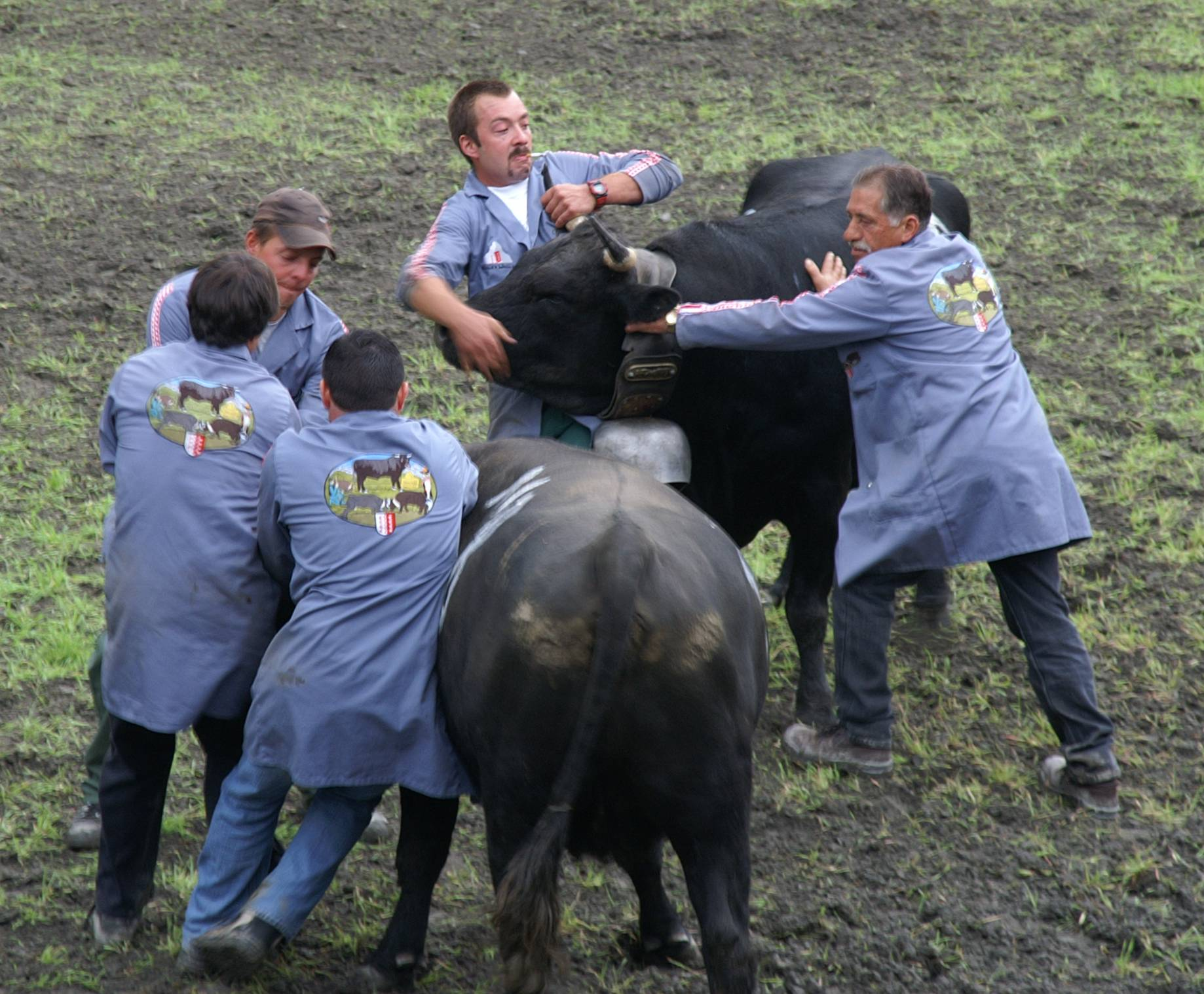
Trennen zweier Kühe, wenn der Kampf unentschieden ist

Brauchtumsmässig abgehaltene Ringkuhkämpfe (Combats de Reines) existieren im Wallis, in der Waadt, in den französischen Départements Savoie und Haute-Savoie sowie im Aostatal (wo die Kuhkämpfe als Batailles de reines bezeichnet werden).
In der Schweiz werden die Kühe aus den kämpferischen Eringer und Evolèner Rasse eingesetzt. Von 1076 registrierten Züchtern gab es im Jahr 2001 7411 eingetragene Kühe, dies ergibt im Durchschnitt 6,8 Tiere pro Besitzer. Bei Zusammenführung der einzelnen Viehbestände der Bauern zur Herde, welche zur Sömmerung auf der Alpweide getrieben wird, sind die Kuhkämpfe ein natürliches Verhalten der Tiere.
In den Vorausscheidungen werden die Kühe kategorisiert und in Gruppen von 12 bis 20 Stück in die Arena geführt. Treiber (Rabatteure) sorgen dafür, dass dabei immer nur zwei Kühe gegeneinander antreten. Eine Jury bewertet dabei die Zweikämpfe. Eine Kuh hat verloren, wenn sie vor der anderen Kuh zurückweicht oder weggestossen wird. 
Die stärkste Kuh wird zur Königin gekürt und darf den Alpaufzug anführen. Während des Sommers ermitteln die Kühe unter sich die Leitkuh, die Alpkönigin, welche die Herde anführt. Weitere Kämpfe finden nach dem Alpabzug im Herbst statt.